# Zdravko-Ćiro Kovačić
Zdravko-Ćiro Kovačić, né le 5 juillet 1925 à Šibenik et mort le 1er avril 2015 à Rijeka, est un joueur de water-polo yougoslave jouant au poste de gardien de but. 

## Carrière
Zdravko-Ćiro Kovačić est médaillé d'argent olympique aux Jeux d'été de 1952 à Helsinki et aux Jeux d'été de 1956 à Melbourne. Il est aussi médaillé de bronze au Championnat d'Europe de water-polo masculin 1954 à Vienne et médaillé d'argent au Championnat d'Europe 1950 à Turin.
Il compte au total 87 sélections en équipe de Yougoslavie (dont 56 matchs en tant que capitaine). Il entre à l'International Swimming Hall of Fame en 1984.